# ديفيد ودكوك
ديفيد ودكوك هو محامي وقاضي وسياسي أمريكي، ولد في 29 أغسطس 1784 في ويليامزتاون في الولايات المتحدة، وتوفي في 18 سبتمبر 1835. نشط حزبياً في مناهضة الماسونية. وقد انتخب عضو جمعية ولاية نيويورك ‏ وانتخب عضو مجلس النواب الأمريكي ‏.